# Batinjani (Pakrac)
Batinjani es una localidad de Croacia situada en el municipio de Pakrac, en el condado de Požega-Eslavonia. Según el censo de 2021, tiene una población de 45 habitantes. No debe ser confundida con Batinjani, próxima a Daruvar.

## Geografía
La aldea de Batinjani, se encuentra a una altitud de 203 m s. n. m. a 116 km de la capital nacional, Zagreb. Ubicada entre Gornja Obrijež y Matkovac, su emplazamiento es rural, en un entorno ondulado salpicado de montes de roble.
Las casas se encuentran desplegadas a ambos lados de una calle de unos dos kilómetros de largo.

## Historia
Junto a un cementerio, existió la iglesia de San Demetrio (ortodoxa serbia -  45°28'11.47"N -  17° 9'7.13"E), construida en 1739. Los iconostasios eran trabajo del padre Stanoje Popovic entre los años 1747–1751. La iglesia fue completamente reconstruida en 1990 y fue destruida durante la última guerra.
La aldea fue sede de intensos combates durante la Guerra de Croacia que dañaron la mayor parte de las viviendas. El combate de Batinjani, que se extendió a Gornja Obrijež, ocurrió entre el 5 y 16 de octubre de 1991, en oportunidad en que tropas bajo el mando del JNA ocuparon ambas aldeas rodeando transitoriamente las fuerzas croatas que combatían en Pakrac y Lipik. 
En diciembre se instaló el puesto comando del Sector Operativo Pakrac al mando del Coronel Josip Tomšić.
Como consecuencia del alto el fuego pactado en el Acuerdo de Sarajevo del 2 de enero de 1992, se desplegó en las municipalidades donde hubo combates una fuerza de Naciones Unidas. En Batinjani, entre los años 1992 y 1995, se asentó una base de la misión UNPROFOR con personal inicialmente canadiense y luego argentino. En el año 1995, luego de la Operación Bljesak y Oluja, en que los sectores bajo dominio serbio pasaron al poder croata, la misión quedó sin sentido, por lo que las tropas de Naciones Unidas son replegadas hacia fin de ese año.
Con motivo de la guerra, la localidad sufrió un despoblamiento fundamentalmente de los habitantes pertenecientes a la etnia serbia. En octubre de 1995 todos los serbios habían dejado el lugar.
Muchas de las viviendas han sido reconstruidas luego de la lucha. 

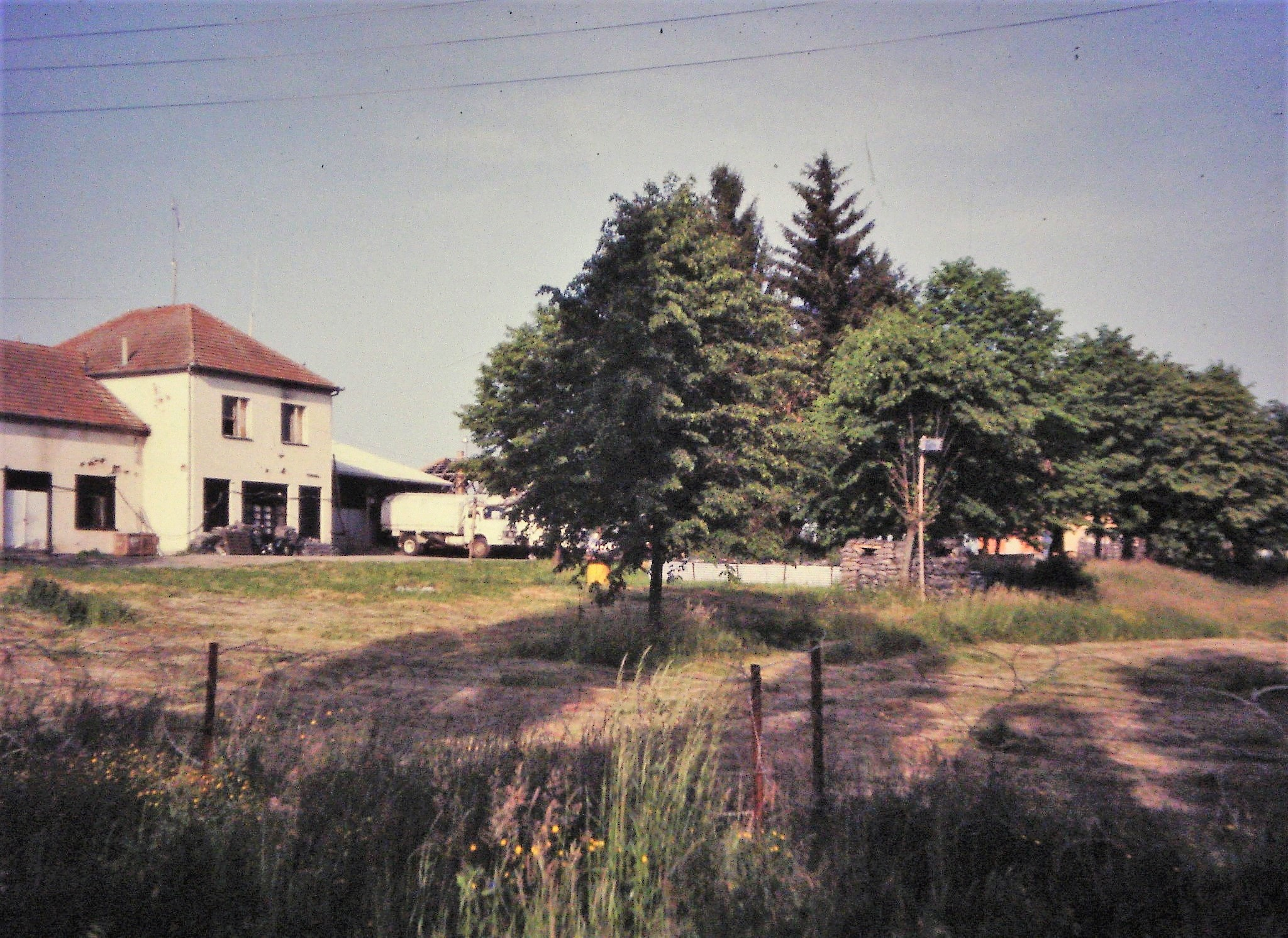
Imagen de la Base Batinjani ocupada por la Compañía D del ARGCON de UNPROFOR. Mayo de 1994.

## Demografía
| Gráfica de población de Batinjani 1857-2021                         |
|                                                                     |
| Según los censos de población de la Oficina de Estadísticas Croata. |

| Año  | Total | Croatas | Serbios | Musulmanes | Yugoslavos | Otros |
| ---- | ----- | ------- | ------- | ---------- | ---------- | ----- |
| 1961 | 448   | 130     | 245     | 0          | 0          | 73    |
| 1971 | 339   | 104     | 198     | 0          | 8          | 29    |
| 1981 | 322   | 51      | 167     | 0          | 77         | 27    |
| 1991 | 266   | 55      | 154     | 0          | 20         | 37    |